# تراژدی قدرت در شاهنامه
تراژدی قدرت در شاهنامه کتابی است از مصطفی رحیمی. این کتاب اولین بار در سال ۱۳۶۹ از سوی انتشارات نیلوفر منتشر شد و در سال ۱۳۷۶ به چاپ دوم رسید.
کتاب دارای دو بخش است: بخش اول بحثی است دربارهٔ قدرت زیر شامل موضوعاتی مثل تعریف قدرت، نسبت قدرت و فساد، رابطهٔ خرافات و قدرت و ... است. در بخش دوم، نویسنده تلاش کرده با اشاره به دو داستان از شاهنامه، به ارائهٔ نمونه بپردازد.